# Frente de Usera
El Frente de Usera fue un episodio bélico de la guerra civil española ocurrido durante la defensa de Madrid ubicado en el distrito madrileño de Usera. El frente era una extensión de terreno que iba desde Carabanchel hasta Entrevías e inicialmente defendida por el Comandante Lister y Valentín González, 'El Campesino'. El objetivo principal de los atacantes era la entrada a Madrid por Moncloa, produciéndose un fuerte combate en la zona de la Ciudad Universitaria de Madrid, pero el frente se extendía a lo largo del tramo urbanizado del río Manzanares. A pesar de ser un objetivo secundario el frente de Usera tuvo una fuerte actividad desde el 8 de noviembre de 1936. Durante el transcurso de la batalla, ya en el año 1937, se produjeron ejecuciones como las del Túnel de la Muerte, llevadas a cabo por efectivos de la 36.ª Brigada Mixta del Ejército Popular.

## Historia
A finales del año 1936 tras el golpe de Estado, los ejércitos de África se sublevan ante el Gobierno de la Segunda República comenzando su marcha hacia Madrid. Las tropas guiadas por el General Varela se componen de cuatro columnas, el día 8 de noviembre de 1936 entran por la Casa de Campo y forman un extenso frente de varios kilómetros cuyo eje principal se dirigía a varios metros, aguas arriba del Puente de los Franceses hasta el sur de la ciudad. El barrio de Usera, al sur de Madrid, había prácticamente alcanzado toda su extensión a lo largo del eje este-oeste a proximidad de la margen derecha del río Manzanares. Durante los primeros combates la defensa fue intensa. De las cuatro columnas atacantes tres de ellas hicieron su avance por la Ciudad Universitaria, el resto fue atacando posiciones de los barrios obreros del sur, entre ellos los de Usera, ubicados en el extrarradio. Inicialmente defendida por el Comandante Lister y a de Valentín González, 'El Campesino'. La lucha se establece durante este periodo inicial casa a casa. Ya en enero del año 1937, a causa de las bajas, se reforzó con la 36.ª Brigada Mixta. En bando atacante se encontraban inicialmente en posición las columnas de Tella y la caballería de Monasterio.
Entre las bajas destacadas de este frente se encuentra la del escultor español Emiliano Barral, que el 21 de noviembre falleció cuando acompañaba a su hermano menor, el también escultor Alberto Barral, junto con un grupo de periodistas extranjeros en un coche, alcanzado por un obús.
Sobre su muerte, escribió Antonio Machado un sentido epitafio:

Cayó Emiliano Barral, capitán de las milicias de Segovia, a las puertas de Madrid, defendiendo su patria contra un ejército de traidores, de mercenarios y de extranjeros. Era tan gran escultor, que hasta su muerte nos dejó esculpida en un gesto inmortal. Y aunque su vida murió, nos dejó harto consuelo su memoria.
Antonio Machado.

La línea del frente se constituyó en el corazón mismo del barrio de Usera, en el emplazamiento elevado de la llamada colonia del Zofío, a unos centenares de metros del río Manzanares, quedando luego estabilizada la línea del frente por ambos bandos mediante la construcción de trincheras y fortificaciones en los edificios, la mayoría de los cuales quedarían derruidos tras los dos años de contienda.